# Station Siantar
Siantar is een spoorwegstation in de Indonesische provincie Noord-Sumatra.

## Bestemmingen
- Jalur KA Tebing Tinggi-Siantar naar Station Dolok Merangir